# Bijjur, Shirhatti
Bijjur là một làng thuộc tehsil Shirhatti, huyện Gadag, bang Karnataka, Ấn Độ.